# Максиміліано Перейра
Вікто́ріо Максиміліа́но Пере́йра Па́ес або Ма́ксі Пере́йра (ісп. Victorio Maximiliano "Maxi" Pereira Páez; нар. 8 червня 1984, Монтевідео) — уругвайський футболіст, правий захисник та півзахисник клубу «Пеньяроль». Рекордсмен за кількістю матчів, проведених за уругвайську збірну (125).

## Клубна кар'єра
Народився 8 червня 1984 року в місті Монтевідео. Вихованець футбольної школи клубу «Дефенсор Спортінг». Дорослу футбольну кар'єру розпочав 2002 року в основній команді того ж клубу, в якій провів шість сезонів, взявши участь у 125 матчах чемпіонату. Більшість часу, проведеного у складі «Дефенсор Спортінга», був ключовим гравцем команди.
У серпні 2007 року перебрався до Португалії, ставши гравцем столичної «Бенфіки». У новому клубі протягом свого першого року в ньому використовувався на правому фланзі півзахисту, позиції, на якій не зміг проявити свої найкращі якості. Проте вже з насуіпного сезону був переведений на позицію правого захисника, яка звільнилася після відходу з команди Нелсона Маркуша. Саме на цій позиції став стабільним гравцем основного складу «Бенфіки» на довгі роки. 2 жовтня 2014 року провів свою 300-ту офіційну гру за «Бенфіку», ставши лише другим іноземним гравцем в історії клубу, якому це вдалося, після бразильця Луїзау. Загалом провів у «Бенфіці» вісім сезонів, протягом яких тричі ставав у її складі чемпіоном Португалії.
Влітку 2015 року контракт гравця з «Бенфікою» завершився і він став вільним агентом. А вже за пару тижнів стало відомо, що його новим клубом став головний конкурент «Бенфіки» на внутрішній арені — «Порту», в якому 31-річний уругваєць мав замінити бразильця Даніло, який перейшов до мадридського «Реала». У «Порту» Перейра відразу став основним гравцем, а в сезоні 2017/18 допоміг команді здобути титул чемпіонів Португалії. В червні 2019 покинув клуб через завершення контракту
З 2020 виступає у складі клубу «Пеньяроль».

## Виступи за збірну
2004 року дебютував в офіційних матчах у складі національної збірної Уругваю.
Вже на своєму першому великому міжнародному турнірі, Кубку Америки 2007 року був основним захисником національної команди.
Також не пропустив жодної гри своєї команди на чемпіонаті світу 2010, де вона сягнула півфіналу, та на Кубку Америки 2011, здобувши того року титул континентального чемпіона.
Також був учасником чемпіонату світу 2014 (виходив на поле у трьох з чотирьох матчів збірної), Кубка Америки 2015 (провів усі чотири гри) та Кубку Америки 2016 (провів усі три гри). Друга гра групового етапу на останньому з цих турнірів 9 червня 2016 року стала для Перейри 113-им офіційним матчем у складі уругвайської збірної, таким чином він перевершив досягнення Дієго Форлана і став рекордсменом національної команди за кількістю матчів.
2 червня 2018 року був включений до заявки збірної Уругваю для участі у своїй третій світовій першості — чемпіонаті світу 2018 року в Росії.
| Дата       | Місто                       | Господарі         | Результат        | Гості             | Турнір                                 | Голи | Примітки |
| ---------- | --------------------------- | ----------------- | ---------------- | ----------------- | -------------------------------------- | ---- | -------- |
| 26/10/2005 | Гвадалахара                 | Мексика           | 3 – 1            | Уругвай           | товариський матч                       | -    |          |
| 1/03/2006  | Ліверпуль                   | Англія            | 2 – 1            | Уругвай           | товариський матч                       | -    |          |
| 27/05/2006 | Белград                     | Сербія            | 1 – 1            | Уругвай           | товариський матч                       | -    |          |
| 2/06/2006  | Радес                       | Туніс             | 0 – 0            | Уругвай           | товариський матч                       | -    |          |
| 16/08/2006 | Александрія                 | Єгипет            | 0 – 2            | Уругвай           | товариський матч                       | -    |          |
| 27/09/2006 | Маракайбо                   | Венесуела         | 1 – 0            | Уругвай           | товариський матч                       | -    |          |
| 18/10/2006 | Монтевідео                  | Уругвай           | 4 – 0            | Гаяна             | товариський матч                       | -    |          |
| 15/11/2006 | Тбілісі                     | Грузія            | 2 – 0            | Уругвай           | товариський матч                       | -    |          |
| 30/06/2007 | Сан-Кристобаль              | Уругвай           | 1 – 0            | Болівія           | Копа Америка 2007 - 1-й етап           | -    |          |
| 3/07/2007  | Мерида                      | Венесуела         | 0 – 0            | Уругвай           | Копа Америка 2007 - 1-й етап           | -    |          |
| 7/07/2007  | Сан-Кристобаль              | Уругвай           | 4 – 1            | Венесуела         | Копа Америка 2007 - чвертьфінал        | -    |          |
| 10/07/2007 | Маракайбо                   | Бразилія          | 2 – 2 (5-4 п.п.) | Уругвай           | Копа Америка 2007 - півфінал           | -    |          |
| 14/07/2007 | Каракас                     | Уругвай           | 1 – 3            | Мексика           | Копа Америка 2007 - матч за 3-тє місце | -    |          |
| 12/09/2007 | Йоганнесбург                | ПАР               | 0 – 0            | Уругвай           | товариський матч                       | -    |          |
| 13/10/2007 | Монтевідео                  | Уругвай           | 5 – 0            | Болівія           | Відбір до ЧС 2010                      | -    |          |
| 17/10/2007 | Асунсьйон                   | Парагвай          | 1 – 0            | Уругвай           | Відбір до ЧС 2010                      | -    |          |
| 18/11/2007 | Монтевідео                  | Уругвай           | 2 – 2            | Чилі              | Відбір до ЧС 2010                      | -    |          |
| 21/11/2007 | Сан-Паулу                   | Бразилія          | 2 – 1            | Уругвай           | Відбір до ЧС 2010                      | -    |          |
| 6/02/2008  | Монтевідео                  | Уругвай           | 2 – 2            | Колумбія          | товариський матч                       | -    |          |
| 25/05/2008 | Бохум                       | Уругвай           | 3 – 2            | Туреччина         | товариський матч                       | -    |          |
| 28/05/2008 | Осло                        | Норвегія          | 2 – 2            | Уругвай           | товариський матч                       | -    |          |
| 14/06/2008 | Монтевідео                  | Уругвай           | 1 – 1            | Венесуела         | Відбір до ЧС 2010                      | -    |          |
| 20/08/2008 | Саппоро                     | Японія            | 1 – 3            | Уругвай           | товариський матч                       | -    |          |
| 6/09/2008  | Богота                      | Колумбія          | 0 – 1            | Уругвай           | Відбір до ЧС 2010                      | -    |          |
| 10/09/2008 | Монтевідео                  | Уругвай           | 0 – 0            | Еквадор           | Відбір до ЧС 2010                      | -    |          |
| 11/10/2008 | Буенос-Айрес                | Аргентина         | 2 – 1            | Уругвай           | Відбір до ЧС 2010                      | -    |          |
| 14/10/2008 | Ла-Пас                      | Болівія           | 2 – 2            | Уругвай           | Відбір до ЧС 2010                      | -    |          |
| 19/11/2008 | Сен-Дені                    | Франція           | 0 – 0            | Уругвай           | товариський матч                       | -    |          |
| 11/02/2009 | Триполі                     | Лівія             | 2 – 3            | Уругвай           | товариський матч                       | -    |          |
| 28/03/2009 | Монтевідео                  | Уругвай           | 2 – 0            | Парагвай          | Відбір до ЧС 2010                      | -    |          |
| 1/04/2009  | Сантьяго                    | Чилі              | 0 – 0            | Уругвай           | Відбір до ЧС 2010                      | -    |          |
| 6/06/2009  | Монтевідео                  | Уругвай           | 0 – 4            | Бразилія          | Відбір до ЧС 2010                      | -    |          |
| 10/10/2009 | Кіто                        | Еквадор           | 1 – 2            | Уругвай           | Відбір до ЧС 2010                      | -    |          |
| 14/10/2009 | Монтевідео                  | Уругвай           | 0 – 1            | Аргентина         | Відбір до ЧС 2010                      | -    |          |
| 18/11/2009 | Монтевідео                  | Уругвай           | 1 – 1            | Коста-Рика        | Відбір до ЧС 2010                      | -    |          |
| 3/03/2010  | Санкт-Галлен                | Швейцарія         | 1 – 3            | Уругвай           | товариський матч                       | -    |          |
| 26/05/2010 | Монтевідео                  | Уругвай           | 4 – 1            | Ізраїль           | товариський матч                       | -    |          |
| 11/06/2010 | Кейптаун                    | Франція           | 0 – 0            | Уругвай           | ЧС 2010 - 1-й етап                     | -    |          |
| 16/06/2010 | Преторія                    | ПАР               | 0 – 3            | Уругвай           | ЧС 2010 - 1-й етап                     | -    |          |
| 22/06/2010 | Рустенбург                  | Уругвай           | 1 – 0            | Мексика           | ЧС 2010 - 1-й етап                     | -    |          |
| 26/06/2010 | Порт-Елізабет               | Південна Корея    | 1 – 2            | Уругвай           | ЧС 2010 - 1/8 фіналу                   | -    |          |
| 2/07/2010  | Йоганнесбург                | Уругвай           | 1 – 1 (4-2 п.п.) | Гана              | ЧС 2010 - чвертьфінал                  | -    |          |
| 6/07/2010  | Кейптаун                    | Уругвай           | 2 – 3            | Нідерланди        | ЧС 2010 - півфінал                     | 1    |          |
| 10/07/2010 | Порт-Елізабет               | Німеччина         | 3 – 2            | Уругвай           | ЧС 2010 - матч за 3-тє місце           | -    |          |
| 11/08/2010 | Лісабон                     | Ангола            | 0 – 2            | Уругвай           | товариський матч                       | -    |          |
| 8/10/2010  | Джакарта                    | Індонезія         | 1 – 7            | Уругвай           | товариський матч                       | -    |          |
| 12/10/2010 | Ухань                       | КНР               | 0 – 4            | Уругвай           | товариський матч                       | -    |          |
| 17/11/2010 | Сантьяго                    | Чилі              | 2 – 0            | Уругвай           | товариський матч                       | -    |          |
| 25/03/2011 | Таллінн                     | Естонія           | 2 – 0            | Уругвай           | товариський матч                       | -    |          |
| 29/03/2011 | Дублін                      | Ірландія          | 2 – 3            | Уругвай           | товариський матч                       | -    |          |
| 29/05/2011 | Зінсгайм                    | Німеччина         | 2 – 1            | Уругвай           | товариський матч                       | -    |          |
| 8/06/2011  | Монтевідео                  | Уругвай           | 1 – 1            | Нідерланди        | товариський матч                       | -    |          |
| 23/06/2011 | Ривера                      | Уругвай           | 3 – 0            | Албанія           | товариський матч                       | -    |          |
| 4/07/2011  | Сан-Хуан                    | Уругвай           | 1 – 1            | Перу              | Копа Америка 2011 - 1-й етап           | -    |          |
| 8/07/2011  | Мендоса                     | Уругвай           | 1 – 1            | Чилі              | Копа Америка 2011 - 1-й етап           | -    |          |
| 12/07/2011 | Ла-Плата (місто)            | Мексика           | 0 – 1            | Уругвай           | Копа Америка 2011 - 1-й етап           | -    |          |
| 16/07/2011 | Санта-Фе                    | Аргентина         | 1 – 1 (3-4 п.п.) | Уругвай           | Копа Америка 2011 - чвертьфінал        | -    |          |
| 19/07/2011 | Ла-Плата (місто)            | Уругвай           | 2 – 0            | Перу              | Копа Америка 2011 - півфінал           | -    |          |
| 24/07/2011 | Буенос-Айрес                | Уругвай           | 3 – 0            | Парагвай          | Копа Америка 2011 - Фінал              | -    |          |
| 2/09/2011  | Харків                      | Україна           | 2 – 3            | Уругвай           | товариський матч                       | -    |          |
| 7/10/2011  | Монтевідео                  | Уругвай           | 4 – 2            | Болівія           | Відбір до ЧС 2014                      | -    |          |
| 11/10/2011 | Асунсьйон                   | Парагвай          | 1 – 1            | Уругвай           | Відбір до ЧС 2014                      | -    |          |
| 15/11/2011 | Рим                         | Італія            | 0 – 1            | Уругвай           | товариський матч                       | -    |          |
| 29/03/2012 | Бухарест                    | Румунія           | 1 – 1            | Уругвай           | товариський матч                       | -    |          |
| 25/05/2012 | Москва                      | Росія             | 1 – 1            | Уругвай           | товариський матч                       | -    |          |
| 2/06/2012  | Монтевідео                  | Уругвай           | 1 – 1            | Венесуела         | Відбір до ЧС 2014                      | -    |          |
| 10/06/2012 | Монтевідео                  | Уругвай           | 4 – 2            | Перу              | Відбір до ЧС 2014                      | 1    |          |
| 15/08/2012 | Бордо                       | Франція           | 0 – 0            | Уругвай           | товариський матч                       | -    |          |
| 7/09/2012  | Барранкілья                 | Венесуела         | 4 – 0            | Колумбія          | Відбір до ЧС 2014                      | -    |          |
| 11/09/2012 | Монтевідео                  | Уругвай           | 1 – 1            | Еквадор           | Відбір до ЧС 2014                      | -    |          |
| 12/10/2012 | Мендоса                     | Аргентина         | 3 – 0            | Уругвай           | Відбір до ЧС 2014                      | -    |          |
| 16/10/2012 | Ла-Пас                      | Болівія           | 4 – 1            | Уругвай           | Відбір до ЧС 2014                      | -    |          |
| 6/02/2013  | Доха                        | Іспанія           | 3 – 1            | Уругвай           | товариський матч                       | -    |          |
| 22/03/2013 | Монтевідео                  | Уругвай           | 1 – 1            | Парагвай          | Відбір до ЧС 2014                      | -    |          |
| 5/06/2013  | Монтевідео                  | Уругвай           | 1 – 0            | Франція           | товариський матч                       | -    |          |
| 11/06/2013 | Пуерто-Ордас                | Венесуела         | 1 – 0            | Уругвай           | Відбір до ЧС 2014                      | -    |          |
| 16/06/2013 | Ресіфі                      | Уругвай           | 1 – 2            | Іспанія           | Кубок Конфедерацій                     | -    |          |
| 20/06/2013 | Салвадор (Бразилія)         | Уругвай           | 2 – 1            | Нігерія           | Кубок Конфедерацій                     | -    |          |
| 26/06/2013 | Белу-Оризонті               | Бразилія          | 2 – 1            | Уругвай           | Кубок Конфедерацій                     | -    |          |
| 30/06/2013 | Салвадор (Бразилія)         | Італія            | 2 – 2 (3-2 п.п.) | Уругвай           | Кубок Конфедерацій                     | -    |          |
| 14/08/2013 | Повіт Міяґі                 | Японія            | 2 – 4            | Уругвай           | товариський матч                       | -    |          |
| 6/09/2013  | Ліма                        | Перу              | 1 – 2            | Уругвай           | Відбір до ЧС 2014                      | -    |          |
| 10/09/2013 | Монтевідео                  | Уругвай           | 2 – 0            | Колумбія          | Відбір до ЧС 2014                      | -    |          |
| 11/10/2013 | Кіто                        | Еквадор           | 1 – 0            | Уругвай           | Відбір до ЧС 2014                      | -    |          |
| 15/10/2013 | Монтевідео                  | Уругвай           | 3 – 2            | Аргентина         | Відбір до ЧС 2014                      | -    |          |
| 13/11/2013 | Амман                       | Йорданія          | 0 – 5            | Уругвай           | Відбір до ЧС 2014                      | 1    |          |
| 20/11/2013 | Монтевідео                  | Уругвай           | 0 – 0            | Йорданія          | Відбір до ЧС 2014                      | -    |          |
| 5/03/2014  | Клагенфурт-ам-Вертерзеє     | Австрія           | 1 – 1            | Уругвай           | товариський матч                       | -    |          |
| 30/05/2014 | Монтевідео                  | Уругвай           | 1 – 0            | Північна Ірландія | товариський матч                       | -    |          |
| 4/06/2014  | Монтевідео                  | Уругвай           | 2 – 0            | Словенія          | товариський матч                       | -    |          |
| 14/06/2014 | Форталеза                   | Уругвай           | 1 – 3            | Коста-Рика        | ЧС 2014 - 1-й етап                     | -    |          |
| 24/06/2014 | Натал (Ріу-Гранді-ду-Норті) | Італія            | 0 – 1            | Уругвай           | ЧС 2014 - 1-й етап                     | -    |          |
| 28/06/2014 | Ріо-де-Жанейро              | Колумбія          | 2 – 0            | Уругвай           | ЧС 2014 - 1/8 фіналу                   | -    |          |
| 5/09/2014  | Дакар                       | Сенегал           | 1 – 1            | Уругвай           | товариський матч                       | -    |          |
| 8/09/2014  | Коян                        | Південна Корея    | 0 – 1            | Уругвай           | товариський матч                       | -    |          |
| 10/10/2014 | Джидда                      | Саудівська Аравія | 1 – 1            | Уругвай           | товариський матч                       | -    |          |
| 13/10/2014 | Ез-Захіра                   | Оман              | 0 – 3            | Уругвай           | товариський матч                       | -    |          |
| 13/11/2014 | Монтевідео                  | Уругвай           | 3 – 3            | Алжир             | товариський матч                       | -    |          |
| 18/11/2014 | Сантьяго                    | Чилі              | 1 – 2            | Уругвай           | товариський матч                       | -    |          |
| 28/03/2015 | Агадір (місто)              | Марокко           | 0 – 1            | Уругвай           | товариський матч                       | -    |          |
| 6/06/2015  | Монтевідео                  | Уругвай           | 5 – 1            | Гватемала         | товариський матч                       | -    |          |
| 13/06/2015 | Антофагаста (місто)         | Уругвай           | 1 – 0            | Ямайка            | Копа Америка 2015 - 1-й етап           | -    |          |
| 16/06/2015 | Ла-Серена (Чилі)            | Аргентина         | 1 – 0            | Уругвай           | Копа Америка 2015 - 1-й етап           | -    |          |
| 20/06/2015 | Ла-Серена (Чилі)            | Парагвай          | 1 – 1            | Уругвай           | Копа Америка 2015 - 1-й етап           | -    |          |
| 24/06/2015 | Сантьяго                    | Чилі              | 1 – 0            | Уругвай           | Копа Америка 2015 - чвертьфінал        | -    |          |
| 4/09/2015  | Панама                      | Панама            | 0 – 1            | Уругвай           | товариський матч                       | -    |          |
| 13/10/2015 | Монтевідео                  | Уругвай           | 3 – 0            | Колумбія          | Відбір до ЧС 2018                      | -    |          |
| 12/11/2015 | Кіто                        | Еквадор           | 2 – 1            | Уругвай           | Відбір до ЧС 2018                      | -    |          |
| 17/11/2015 | Монтевідео                  | Уругвай           | 3 – 0            | Чилі              | Відбір до ЧС 2018                      | -    |          |
| 29/03/2016 | Монтевідео                  | Уругвай           | 1 – 0            | Перу              | Відбір до ЧС 2018                      | -    |          |
| 27/05/2016 | Монтевідео                  | Уругвай           | 2 – 1            | Тринідад і Тобаго | товариський матч                       | -    |          |
| 5/06/2016  | Глендейл                    | Мексика           | 3 – 1            | Уругвай           | Копа Америка 2016 - 1-й етап           | -    |          |
| 9/06/2016  | Філадельфія                 | Венесуела         | 1 – 0            | Уругвай           | Копа Америка 2016 - 1-й етап           | -    |          |
| 13/06/2016 | Санта-Клара                 | Уругвай           | 3 – 0            | Ямайка            | Копа Америка 2016 - 1-й етап           | -    |          |
| 10/11/2016 | Монтевідео                  | Уругвай           | 2 – 1            | Еквадор           | Відбір до ЧС 2018                      | -    |          |
| 15/11/2016 | Сантьяго                    | Чилі              | 3 – 1            | Уругвай           | Відбір до ЧС 2018                      | -    |          |
| 23/03/2017 | Монтевідео                  | Уругвай           | 1 – 4            | Бразилія          | Відбір до ЧС 2018                      | -    |          |
| 28/03/2017 | Ліма                        | Перу              | 2 – 1            | Уругвай           | Відбір до ЧС 2018                      | -    |          |
| 4/06/2017  | Дублін                      | Ірландія          | 3 – 1            | Уругвай           | товариський матч                       | -    |          |
| 7/06/2017  | Ніцца                       | Італія            | 3 – 0            | Уругвай           | товариський матч                       | -    |          |
| 5/09/2017  | Асунсьйон                   | Парагвай          | 1 – 2            | Уругвай           | Відбір до ЧС 2018                      | -    |          |
| 5/10/2017  | Сан-Кристобаль              | Венесуела         | 0 – 0            | Уругвай           | Відбір до ЧС 2018                      | -    |          |
| 10/10/2017 | Монтевідео                  | Уругвай           | 4 – 2            | Болівія           | Відбір до ЧС 2018                      | -    |          |
| 14/11/2017 | Відень                      | Австрія           | 2 – 1            | Уругвай           | товариський матч                       | -    |          |
| Усього     |                             | Матчів (1 місце)  | 124              |                   | Голів (49 місце)                       | 3    |          |

## Досягнення
- Чемпіон Португалії (4):

«Бенфіка»: 2009-10, 2013–14, 2014–15
«Порту»: 2017-18
- Володар Кубка Португалії (1):

«Бенфіка»:2013–14
- Володар Кубка португальської ліги (6):

«Бенфіка»:2008–09, 2009–10, 2010–11, 2011–12, 2013–14, 2014–15
- Володар Суперкубка Португалії (2):

«Бенфіка»: 2014
«Порту»: 2018
- Володар Кубка Америки (1):

Уругвай: 2011